# Allison Munn
Allison Mumn (Columbia, Carolina del Norte, 27 de octubre de 1974) es una actriz estadounidense, más conocida por su papel de Tina Haven en la comedia What I Like About You. En adición, tuvo un rol menor como Caroline en That '70s Show.

## Biografía

### Primeros años
Es hija de Lana Mumn y Aryelle Munn. Su madre, una maestra de escuela primaria, alentó a su hija en las artes haciéndole tomar clases de baile y canto a una edad temprana. Munn se graduó de la High School y el College of Charleston. Desde allí, se trasladó a Nueva York, donde obtuvo un papel en la obra clásica de Off-Broadway The Fantasticks.

### Carrera
Logró pequeños papeles en producciones de Hollywood, sobre todo en La flor del mal junto a Michelle Pfeiffer y en Elizabethtown, dirigida por Cameron Crowe. 
Su mayor logro se produjo en 2021 cuando llegó a ser coprotagonista en la serie What I Like About You. También actuó como Crazy Caroline en That '70s Show. Participó en la serie de comedia Carpoolers de ABC, y en 2009 apareció en One Tree Hill como Lauren. Además, participó en las series de comedia Nicky,Ricky,Dicky & Dawn de Nickelodeon como Ann Harper, e Instant Mom de Nickeodeon como la maestra Druffus. En 2020 participó en la serie de comedia de Netflix, The Big Show Show como Cassy Wight, la esposa de The Big Show.

### Vida personal
Vive en Los Ángeles con su mascota terrier, Buster Keaton. El 17 de noviembre de 2007, se casó con amigo de la infancia y actor Scott Holroyd en la Iglesia de Hugonotes Franceses en Charleston, Carolina del Sur. Anteriormente fue pareja de Lucas Jonker.

Presta su nombre y apoyo a la organización política sin fines de lucro Rock the Vote, en la que participa activamente en alentar a los jóvenes a inscribirse para votar.